# Embriaguez em público
A intoxicação pública, também conhecida como " embriaguez e desordem " e embriaguez em público, é uma ofensa sumária em alguns países classificada como casos públicos ou demonstrações de embriaguez. As leis de intoxicação pública variam amplamente de acordo com a jurisdição, mas geralmente exigem alguma demonstração óbvia de incompetência de intoxicação ou comportamento perturbador / desagradável para a ordem pública antes de a cobrança ser cobrada.

## Austrália
Victoria e Queensland são os únicos estados da Austrália que ainda têm um crime específico de embriaguez pública, uma acusação que uma comissão real encontrou aborígenes desproporcionalmente afetados.  Em 22 de agosto de 2019, Victoria anunciou planos para descriminalizar a embriaguez em público e tratar o abuso de álcool como um problema de saúde. A polícia, mesmo nesses estados, é relativamente tolerante com relação à intoxicação pública e geralmente transporta uma pessoa embriagada para sua residência ou detenção temporária em uma delegacia de polícia ou outro estabelecimento de assistência social até que a pessoa esteja sóbria.  Acusação geralmente só é considerada se a pessoa for violenta ou outros crimes foram cometidos. 
Em Victoria, estar "bêbado em lugar público" e "bêbado e desordenadamente em lugar público" são crimes separados contidos na Lei de Ofensas Sumárias de 1966, que têm seu próprio poder de prisão. Mudanças recentes na legislação permitem que a polícia emita um aviso de infração por esses crimes, além do método tradicional de acusar e libertar o infrator para o Tribunal de Magistrados. A multa atual anexada ao aviso de infração é de US $ 590 para uma primeira infração e US $ 1.100 para uma ofensa subsequente. Uma pessoa presa por estar bêbada ou embriagada e em desordem é mantida no Centro de Custódia de Melbourne ou nas celas de uma delegacia de polícia ou colocada aos cuidados de um amigo ou parente.
A embriaguez pública foi descriminalizada em New South Wales (1979), e no Território do Norte, e na Austrália do Sul (1984). Em New South Wales, a polícia tem o poder de emitir multas "in loco" ou avisos de infração por "embriaguez em público", uma multa que custa ao indivíduo mais de $ 480 (4 unidades de penalidade). Centros Legais Comunitários em todo o estado reclamam dessas multas e do impacto que tiveram sobre vários membros vulneráveis da comunidade, incluindo jovens, desabrigados e grupos minoritários.  Como exemplo, uma multa por "embriaguez e desordem" em New South Wales começa em $ 550. A partir de fevereiro de 2009, os conselhos locais em New South Wales não estavam autorizados a cobrar pessoas que bebem em zonas livres de álcool; eles só podem confiscar o álcool da pessoa intoxicada. 

## Canadá
No Canadá, as leis sobre bebidas alcoólicas são feitas pelas províncias e não pelo governo federal.
Na Colúmbia Britânica, beber em público e intoxicação pública são crimes. Se um evento for realizado em público com álcool, ele deve ter uma autorização.
Em Ontário, beber em público e intoxicação pública são crimes. Ter uma garrafa aberta em público acumula uma multa de $ 125. A embriaguez pública acarreta multa de $ 65 e detenção até ficar sóbrio. Se um evento for realizado em público com álcool, ele deve ter uma autorização.
Embora as leis sobre bebidas alcoólicas sejam semelhantes de província para província, as leis nos territórios tendem a ser substancialmente diferentes. Por exemplo, nos Territórios do Noroeste, a intoxicação pública pode resultar em prisão ou detenção em um centro médico por até 24 horas (NWT Liquor Act).

## Reino Unido

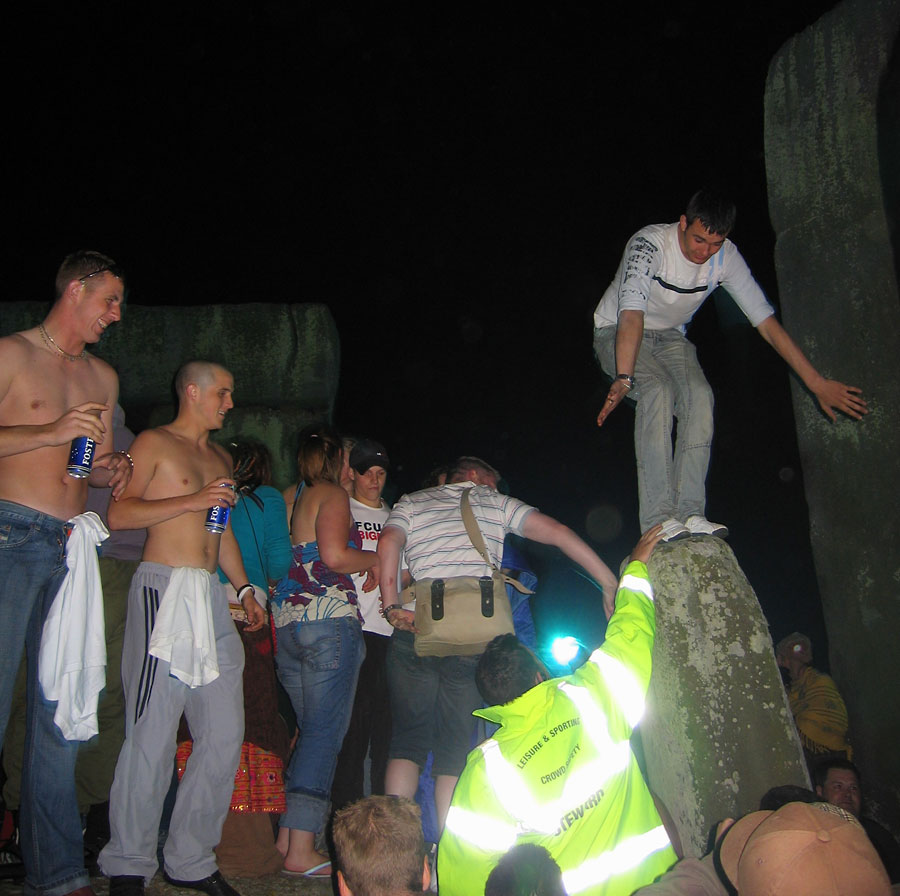
No Reino Unido, a polícia normalmente só faz cumprir as leis contra a intoxicação pública se a pessoa intoxicada for incapaz de agir de maneira razoável, conforme demonstrado por atividades como escalar Stonehenge (foto).

No Reino Unido, existem vários crimes relacionados com a intoxicação, que variam entre os países constituintes.
- bêbado,[7]
- bêbado e desordeiro[8]

- durante o embarque ou a bordo de uma aeronave[9]
- enquanto estiver encarregado de uma criança menor de 7 anos de idade[10]
- enquanto viaja para um "evento esportivo designado" (geralmente jogos de futebol profissional) em transporte público[11] ou um veículo com oito lugares ou mais[12]
- enquanto em, ou tentando entrar, um "campo esportivo designado" (um campo de futebol) durante um evento esportivo designado.[13]

A polícia só se envolverá se a pessoa estiver tão bêbada que não consiga agir de maneira razoável, como desmaiar na rua. Nesse caso, normalmente a polícia irá, dependendo das circunstâncias, ajudar a pessoa intoxicada em seu caminho ou colocá-la em uma cela de delegacia de polícia até ficar sóbria. Uma vez que esteja apto para ser tratado com a pessoa detida, normalmente será advertido, será emitido um Aviso de Penalidade por Desordem (PND - multa de £ 90 em forma de ingresso), ou fiança para comparecer ao tribunal local. O tribunal, por sua vez, pode aplicar uma multa (até o nível 1 ou nível 3 na escala padrão dependendo da infração cobrada).
Existem também muitas ofensas mais específicas, incluindo dirigir um veículo motorizado bêbado (ou ser encontrado 'bêbado no comando')  e andar de bicicleta enquanto não está apto para beber. Além disso, a polícia tem o poder (embora não a obrigação) de confiscar qualquer álcool que seja consumido em público por menores de 18 anos, e as autoridades locais têm o poder de proibir o consumo de álcool em certas áreas.

## Nova Zelândia
Na Nova Zelândia, beber em público não é crime e, em vez disso, os governos locais devem especificar que o álcool seja proibido em uma área antes de ser considerado crime beber naquele local. Ficar bêbado em público não é especificamente um crime, a menos que a pessoa que está intoxicada seja um incômodo público, caso em que pode ser tratada por "perturbar a paz". Isso geralmente resultará em ser levado para casa ou, de outra forma, levado para uma cela da polícia até ficar sóbrio.

## Estados Unidos
As leis nos Estados Unidos sobre embriaguez variam amplamente de estado para estado.

### Desafio constitucional de 1968
Em 1968, no caso Powell v. Texas, a lei do Texas contra a intoxicação pública foi contestada na Suprema Corte dos Estados Unidos por suposta violação da Oitava Emenda, que proíbe punições cruéis e incomuns. O tribunal manteve a lei, determinando que criminalizar a intoxicação pública não era cruel nem incomum.

### Leis estaduais de intoxicação pública hoje
- Califórnia: O Código Penal 647 (f) da Califórnia considera a intoxicação pública uma contravenção. O código descreve a intoxicação pública como alguém que exibe intoxicação por bebidas alcoólicas, drogas, substâncias controladas ou tolueno e demonstra uma incapacidade de cuidar de si ou de terceiros, ou interfere ou obstrui o uso livre das ruas, calçadas ou outras vias públicas. O Código Penal da Califórnia 647 (g) concede à aplicação da lei a opção de levar um indivíduo que se enquadre nos critérios de prisão para 647 (f), e nenhum outro crime, sob custódia de proteção civil se uma "instalação moderada" estiver disponível. Essencialmente, o detido concorda em permanecer no local até que a equipe da instalação dê consentimento para sua partida; geralmente após quatro horas e com a crença de que o detento está seguro para cuidar de si mesmo. Nem todos os municípios da Califórnia possuem esse tipo de instalação. Além disso, se uma pessoa estiver sendo combativa e / ou sob a influência de drogas, ela será levada para a prisão. Ao contrário de uma pessoa que é levada para a prisão, um detido civil sob 647 (g) não é posteriormente processado em um tribunal.[17]
- Colorado : A intoxicação pública no estado do Colorado não é punida com penalidades criminais ou civis. Em vez disso, a lei estadual proíbe a aprovação de leis locais que penalizam a intoxicação pública, mas a lei estadual prevê a criação de patrulhas treinadas para prestar assistência a pessoas intoxicadas e incapacitadas.[18]
- Geórgia: Na Geórgia, a intoxicação pública é uma contravenção de classe B. A intoxicação pública é definida como uma pessoa que deve estar e aparecer em estado de embriaguez em qualquer lugar público ou dentro do curtilage de qualquer residência privada que não seja a sua, a não ser por convite do proprietário ou ocupante legal, condição essa que é manifestada por turbulência, por condição ou ato indecente, ou por linguagem vulgar, profana, alta ou imprópria.[19]
- Indiana: Em Indiana, a intoxicação pública é uma contravenção classe B, punível com até 180 dias de prisão e multa de $ 1.000.[20] A partir de 2012, simplesmente ficar embriagado em público não é mais crime. A pessoa também deve estar, (1) colocando em perigo a vida da pessoa; (2) colocar em risco a vida de outra pessoa; (3) violar a paz ou estiver em perigo iminente de violar a paz; ou (4) assediar, incomodar ou alarmar outra pessoa. (Veja IC 7.1-5-1-3).
- Iowa: O Código de Iowa Sec 123.46 afirma que "uma pessoa não deve ser embriagada ou simular intoxicação em um lugar público". Intoxicação Pública é um Delito Simples punível com um máximo de 30 dias de prisão e multa de $ 1.000. A Intoxicação Pública Agravada (Terceira Infração ou Infracção subsequente) é uma Delito Grave punível com um máximo de 2 anos de prisão. Em 2013, o condado de Johnson, lar da Universidade de Iowa, tinha a maior taxa de prisão por intoxicação pública de qualquer condado do estado, de 8,28 por 1.000 residentes.
- Kansas: Estar bêbado em público no Kansas não é crime. O estatuto 65-4059 do Kansas declara "Nenhum condado ou cidade deve adotar qualquer lei, decreto, resolução ou regulamento local com força de lei que torne a intoxicação pública pelo álcool em si ou por ser um bêbado comum ou ser encontrado em locais enumerados em um ambiente embriagado condição, uma ofensa, uma violação ou o objeto de penalidades criminais. "
- Minnesota : A intoxicação pública não é crime em Minnesota.[21] No entanto, as cidades podem promulgar leis contra a intoxicação pública, como a cidade de St. Cloud.[22]
- Missouri não tem lei estadual de intoxicação pública. As leis permissivas ao álcool do Missouri protegem as pessoas de sofrer qualquer penalidade criminal (incluindo prisão) pelo mero ato de estar bêbado em público e proíbem as jurisdições locais de promulgar leis criminais de intoxicação pública por conta própria.[23]
- A lei estadual de Montana declara que a intoxicação pública não é crime. No entanto, a lei permite que a aplicação da lei leve uma pessoa intoxicada para casa ou a detenha, se ela representar um perigo para si mesma ou para terceiros. A lei também afirma que nenhum registro pode ser feito que indique que a pessoa foi presa ou detida por estar embriagada.[24]
- Nevada não tem lei estadual de intoxicação pública. A lei do estado de Nevada protege as pessoas de sofrer qualquer pena criminal (incluindo prisão) pelo mero ato de ficar bêbado em público e proíbe as jurisdições locais de decretar leis criminais de intoxicação pública por conta própria.
- Oregon: O estado não tem leis contra a intoxicação pública e proíbe ativamente as ordenanças locais de intoxicação em §430.402. "No entanto, se a pessoa estiver incapacitada, a saúde da pessoa parece estar em perigo imediato, ou a polícia tem motivos razoáveis para acreditar que a pessoa é perigosa para si mesma ou para qualquer outra pessoa, a pessoa deve ser levada pela polícia para uma instalação de tratamento apropriada." § 430.399
- Texas: A intoxicação pública é uma contravenção de Classe C[25] (as contravenções de Classe C são puníveis com multa apenas até $ 500[26]). No entanto, se o infrator for menor de idade, penalidades mais severas serão aplicadas (especialmente se um infrator duas vezes anterior, caso em que pode ser ordenada pena de prisão).[27] A seção 49.01 do Código Penal, que define legalmente "intoxicação", inclui tanto um teor de álcool no sangue maior que 0,08, mas também o define como "não ter o uso normal das faculdades mentais ou físicas em razão da introdução de álcool, uma substância controlada, uma droga, uma droga perigosa, uma combinação de duas ou mais dessas substâncias, ou qualquer outra substância no corpo"; portanto, um bafômetro ou teste de sobriedade não é necessário para provar a intoxicação pública. Esse baixo padrão de prova gerou críticas de que os policiais estão usando a "intoxicação pública" como meio de assédio, especialmente contra grupos minoritários.[28]
- A Virgínia criminaliza a intoxicação pública de acordo com a seção 18.2-388 do Código da Virgínia. É punível com multa de até $ 250.
- Wisconsin também não tem uma lei estadual de intoxicação pública, embora os municípios possam aprovar decretos municipais proibindo a intoxicação pública. A intoxicação pública é legal em Milwaukee; entretanto, beber em público não é.